# Крамбер

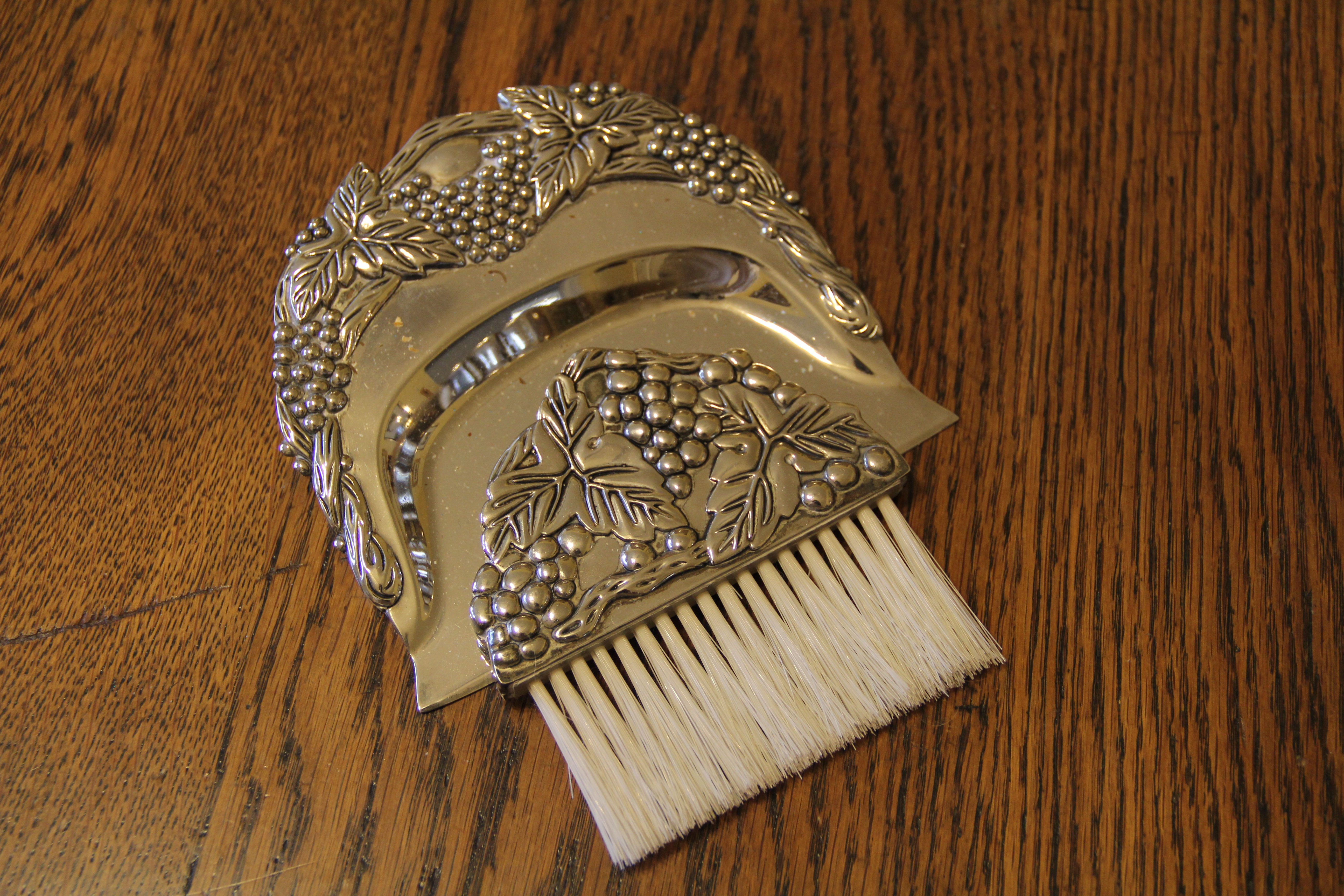
Срібна столова крихта з пензликом

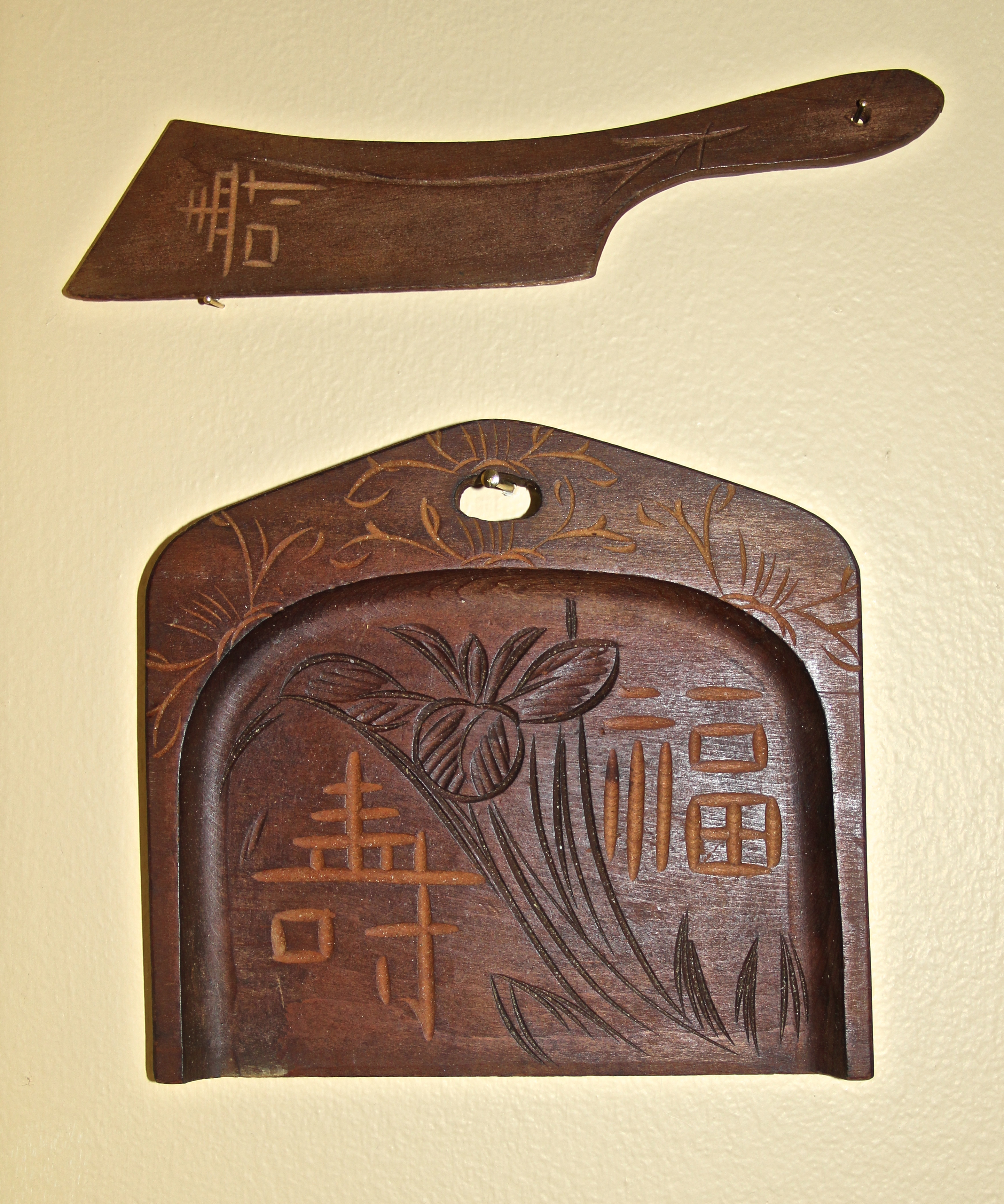
Дерев'яна їдальня крихта з Китаю

Крихта (також називається столовою крихтою) — це інструмент, призначений для видалення крихт з скатертини, особливо використовуваний в ситуаціях вишукана вечеря. Сучасна форма крихти була винайдена в 1939 році Джоном Генрі Міллером, власником ресторану на Вест-Файєтт-стріт в Балтіморі. Крихти призначалися для того, щоб їх можна було «зручно носити в кишені», і вони були менш помітними, ніж щітка і сковорода, зазвичай використовуються для видалення крихт після їжі. 
Міллер отримав патент на свій винахід в 1941 році, в 1946 році отримав ще один патент на удосконалення і, в кінцевому підсумку, пізніше продав свої патенти компанії Ray Machine з Балтімора, яка до сих пір виробляє і продає інструмент. Станом на 2010 рік Ray Machine продавала близько 85 000 хлібних злаків на рік.

## Опис
Типова Table Crumber становить приблизно 6 дюймів у довжину, 1/2 дюйма в обхваті, вигнута і виготовлена з металу, але існує велика різноманітність дизайнів.

## Дв. також
- Балтимор